# Слободкина, Эсфирь Соломоновна
Эсфирь Соломоновна Слободкина (22 сентября 1908, Челябинск — 21 июля 2002, Нью-Йорк) — американская художница и автор детских книг российского происхождения, известная прежде всего ставшей классикой детской книжкой «Кепки на продажу» с собственными иллюстрациями. Представительница авангардизма и феминизма.

## Биография
Родилась в 1908 году в Челябинске. 
После Октябрьской революции 1917 года её семья эмигрировала в Харбин, где она изучала архитектуру и живопись. В 1928 году переехала в США. Была членом Национальной академии дизайна. В 1933 году вышла замуж за художника Илью Болотовского (развелись через 5 лет). Вместе с мужем была одним из создателей группы Американских художников-абстракционистов в 1936 году. Как и прочие русские авангардисты, широко использовала в своём творчестве наследие русской иконописи и прикладного народного искусства.
В конце 1930-х начала издавать детские книги с собственными иллюстрациями. Из 24 вышедших книг наибольший успех выпал на книжку «Кепки на продажу» («Caps for Sale»), переведённую на десятки языков и вышедшую более чем двухмиллионным тиражом.